# De Dion-Bouton Type LX
Der De Dion-Bouton Type LX ist ein Pkw-Modell aus der Zeit zwischen den beiden Weltkriegen. Hersteller war De Dion-Bouton aus Frankreich.

## Beschreibung
Das Modell erhielt am 7. März 1930 seine Zulassung von der nationalen Behörde. Vorgänger war der Type LP.
Der Achtzylinder-Reihenmotor hat wie beim Vorgänger 70 mm Bohrung, 97 mm Hub und 2986 cm³ Hubraum. Er wurde 16 CV genannt, obwohl er damals in Frankreich mit 17 Cheval fiscal (Steuer-PS) eingestuft war. Die Motorleistung ist nicht überliefert, aber im Vorgängermodell war er mit 70 BHP angegeben, was etwa 70 PS sind. Wie so viele Fahrzeuge aus dieser Zeit hat es ein festes Fahrgestell, Frontmotor, Kardanantrieb und Hinterradantrieb. Das Getriebe hat vier Gänge.
Radstand und Spurweite sind nicht bekannt. Beim Vorgänger betrugen die Werte 3405 mm und 1400 mm.
Die Aufbauten sind nicht überliefert.
Das Fahrzeug wurde in den Modelljahren 1930 bis 1931 in Frankreich angeboten und dann ohne Nachfolger eingestellt.